# 宮沢正史
宮沢 正史（みやざわ まさし、1978年4月24日 - ）は、山梨県出身の元プロサッカー選手、サッカー指導者。現役時代のポジションはミッドフィールダー（主にボランチ）。現中央大学学友会サッカー部監督。

## 来歴
小学3年生（8歳）時にサッカーを始める。帝京第三高等学校を経て、1997年に中央大学に進学。同大学のサッカー部に所属し、関東大学リーグのベストイレブンに3年連続で選出されるなど活躍した。3年時には1999年夏季ユニバーシアードに出場。
2001年にFC東京に入団。加入当初は2列目の選手としてプレーしており、フィジカル面での課題があったことなどからトップでの出場機会が少なかったが、翌2002年に原博実が監督に就任すると「（キックの）フォームが誰よりも綺麗」と ボランチのレギュラーに抜擢され、同年のJリーグ優秀新人賞を受賞するなど活躍。特にコーナーキックやフリーキックなどセットプレー時に宮沢が蹴るボールはFC東京の得点源となった。また中盤下がり目の位置からの攻撃の第一歩となるロングパス、サイドチェンジの正確なボールを蹴る点も大きな特徴であり、原の目指す両サイドをワイドに使ったサッカーに欠かせない選手に成長した。2004年以降は今野泰幸や梶山陽平の台頭により控えに回ることが多くなっていた。
また、2002年、2003年にはJリーグ選手協会支部代表 を、2004年には同支部長を務めた。
2007年、出場機会を求め大分トリニータへ完全移籍。開幕時こそスターティングメンバーだったものの、連係がうまくいかなかったことなどからボランチの先発を外れ、一時は左ウイングバックに配された。シーズン途中からボランチにエジミウソン及びホベルトが補強されて以降はベンチ入りも出来ずにいた。2008年は1年間の期限付きでベガルタ仙台へ移籍していたが、左サイドのバックアッパーとしての加入だったこともあり、公式戦3試合のみの出場にとどまった。
2009年より大分へ復帰。2010年からはチームのJ2降格等の影響で多くの主力選手が退団した中、スタメンに再抜擢された。またこの年に日本サッカー協会公認B級コーチライセンスを取得している。2011年からは最年長選手としてチーム主将に就任し、2013年まで計3シーズン務めた。監督の田坂和昭からは、展開力を持つものの守備は弱いとされてきたが、その改善に取り組み、さらにオフ・ザ・ボールのポジショニングにも向上を見せていると評価された。2013年は4年ぶりのJ1でのプレーとなったが、ロドリゴ・マンシャや梶山陽平の加入の影響等によりボランチのポジション争いが激化し、出場機会は前年と比べ減少。先発を外れる試合も少なくなかったが、精神的支柱として心を砕き懸命にチームをまとめた。J2降格が決定した第29節以降はスタメンの座を奪い返すも、同年をもって契約満了により大分を退団。
2014年、積極補強を図るFC岐阜から中盤の司令塔として オファーを受け、同クラブへ移籍。中盤底から多彩なパスを供給し 先発に定着した。
2015年シーズン中盤から特別指定選手の青木翼らにスタメンを譲り、同年限りで現役を引退。2016年より、古巣・FC東京のスカウティングスタッフに就任。
2017年9月、安間貴義の暫定監督就任に伴い、トップチームコーチに就任した
2021年1月7日、中央大学サッカー部監督に就任することが発表された。

## 所属クラブ
ユース経歴
- 甲府市立琢美小学校[7]
- 甲府市立東中学校[7]
- 1994年 - 1996年 帝京第三高等学校
- 1997年 - 2001年 中央大学学友会サッカー部

プロ経歴
- 2001年 - 2006年  FC東京
- 2007年 - 2013年  大分トリニータ
  - 2008年  ベガルタ仙台 (期限付き移籍)
- 2014年 - 2015年  FC岐阜

## 個人成績
| 国内大会個人成績 | 国内大会個人成績 | 国内大会個人成績 | 国内大会個人成績 | 国内大会個人成績 | 国内大会個人成績 | 国内大会個人成績 | 国内大会個人成績 | 国内大会個人成績 | 国内大会個人成績 | 国内大会個人成績 | 国内大会個人成績 |
| 年度             | クラブ           | 背番号           | リーグ           | リーグ戦         | リーグ戦         | リーグ杯         | リーグ杯         | オープン杯       | オープン杯       | 期間通算         | 期間通算         |
| 年度             | クラブ           | 背番号           | リーグ           | 出場             | 得点             | 出場             | 得点             | 出場             | 得点             | 出場             | 得点             |
| 日本             | 日本             | 日本             | 日本             | リーグ戦         | リーグ戦         | リーグ杯         | リーグ杯         | 天皇杯           | 天皇杯           | 期間通算         | 期間通算         |
| ---------------- | ---------------- | ---------------- | ---------------- | ---------------- | ---------------- | ---------------- | ---------------- | ---------------- | ---------------- | ---------------- | ---------------- |
| 2001             | FC東京           | 25               | J1               | 1                | 0                | 3                | 0                | 1                | 0                | 5                | 0                |
| 2002             | FC東京           | 16               | J1               | 29               | 4                | 7                | 3                | 1                | 0                | 37               | 7                |
| 2003             | FC東京           | 16               | J1               | 29               | 4                | 8                | 1                | 2                | 0                | 39               | 5                |
| 2004             | FC東京           | 16               | J1               | 18               | 0                | 4                | 0                | 2                | 0                | 24               | 0                |
| 2005             | FC東京           | 16               | J1               | 15               | 2                | 5                | 0                | 1                | 0                | 21               | 2                |
| 2006             | FC東京           | 16               | J1               | 20               | 1                | 2                | 0                | 1                | 0                | 23               | 1                |
| 2007             | 大分             | 14               | J1               | 6                | 0                | 3                | 0                | 0                | 0                | 10               | 0                |
| 2008             | 仙台             | 6                | J2               | 2                | 0                | -                | -                | 1                | 0                | 3                | 0                |
| 2009             | 大分             | 32               | J1               | 12               | 0                | 4                | 0                | 1                | 0                | 17               | 0                |
| 2010             | 大分             | 32               | J2               | 30               | 0                | -                | -                | 2                | 0                | 32               | 0                |
| 2011             | 大分             | 32               | J2               | 38               | 0                | -                | -                | 1                | 0                | 39               | 0                |
| 2012             | 大分             | 32               | J2               | 39               | 0                | -                | -                | 1                | 0                | 40               | 0                |
| 2013             | 大分             | 32               | J1               | 20               | 0                | 5                | 0                | 4                | 0                | 29               | 0                |
| 2014             | 岐阜             | 8                | J2               | 31               | 1                | -                | -                | 0                | 0                | 31               | 1                |
| 2015             | 岐阜             | 8                | J2               | 15               | 0                | -                | -                | 2                | 0                | 17               | 0                |
| 通算             | 日本             | 日本             | J1               | 150              | 11               | 41               | 4                | 13               | 0                | 204              | 15               |
| 通算             | 日本             | 日本             | J2               | 155              | 1                | -                | -                | 7                | 0                | 162              | 1                |
| 総通算           | 総通算           | 総通算           | 総通算           | 305              | 12               | 41               | 4                | 20               | 0                | 366              | 16               |

その他公式戦
- 2012年
  - J1昇格プレーオフ 2試合0得点
- 2001年10月31日：Jリーグ初出場 - J1 2nd第11節 vs横浜F・マリノス (東京)
- 2002年04月06日：Jリーグ初得点 - J1 1st第5節 vsジェフユナイテッド市原 (国立)
- 2006年05月06日：J1・100試合出場 - J1第12節 vs大宮アルディージャ (味の素)
- 2012年09月02日：J2・100試合出場 - J2第32節 vsヴァンフォーレ甲府 (大銀)

## 個人タイトル
- 関東大学サッカーリーグ戦 ベストイレブン (1998年、1999年、2000年)[8]
- 関東大学サッカーリーグ戦 アシスト王 (1998年)[8]
- デンソーカップ日韓大学定期戦ベストイレブン (2000年)[8]
- Jリーグ優秀新人賞 (2002年)[8]
- Jリーグ優秀選手賞 (2003年)[8]

## 代表歴
- ユニバーシアード日本代表
  - 1999年夏季ユニバーシアード

## 引退後経歴
- 2016年 - FC東京
  - 2016年 - 2017年9月 スカウティングスタッフ
  - 2017年9月 - 2018年 トップチームコーチ
  - 2019年 - U-15深川コーチ[32]